# Emile van Niekerk
Pour les articles homonymes, voir Van Niekerk.
Emile van Niekerk, né le 23 juin 2004 à Johannesbourg, est un coureur cycliste sud-africain.

## Biographie
Lors de la saison 2024, il se révèle au niveau continental en terminant deuxième du championnat d'Afrique sur route, derrière l'Érythréen Henok Mulubrhan. Il remporte à cette occasion le titre chez les espoirs. La même année, il devient champion d'Afrique du Sud du critérium.

## Palmarès et résultats

### Par année
- 2024
  -  Champion d'Afrique sur route espoirs
  -  Champion d'Afrique du Sud du critérium
  - Montecasino Classic
  -  Médaillé d'argent du championnat d'Afrique sur route
- 2025
  - Montecasino Classic

### Classements mondiaux
| Année           | 2024 |
| --------------- | ---- |
| UCI Africa Tour | 15e  |